# Kasteel van Valençay
Het Kasteel van Valençay (Frans: Château de Valençay) is een kasteel in de gemeente Valençay, in het departement Indre in Frankrijk. Het was eerst eigendom van John Law, later van Charles-Maurice de Talleyrand.
Hoewel het kasteel in de provincie Berry staat, is de architectuur vergelijkbaar met de renaissancekastelen van het Loiredal, met name het Kasteel van Chambord. Het landhuis werd geprezen als "een van de mooiste op aarde" door George Sand, die er ook op wees dat "geen koning een meer schilderachtig park bezit".
Sedert 24 september 1975 staat het op de lijst van historische monumenten.

## Geschiedenis
De Gallo-Romeinse villa Valenciacus (eigendom van Valens) ging vooraf aan de eerste “zwaar en massief stenen toren”, gebouwd in de late tiende eeuw of begin van de elfde eeuw.
Bertrand staat bekend als de eerste kasteelheer, dit door een schenkingsakte die gedateerd wordt tussen 1026 en 1047. In 1220 wordt Gauthier, de kasteelheer van Valençay, erkend als de bouwer van het eerste kasteel. In 1268 trouwt zijn opvolgster Alice de Bourgogne met Jean, een bastaardzoon van de familie Châlon. Dit zorgt voor een overdracht van het domein van de hertog van Orléans, de graaf van Blois aan de familie Châlon-Tonnerre.
Karel van Orléans verleent in 1451 een belastingsverlaging aan de bewoners van Valençay. De ellende door epidemieën, de overgang en de huisvesting van de troepen zorgden voor deze verlaging.
In 1451 werd het landgoed overgedragen aan Robert II d’Estampes en omstreeks 1540 aan Jacques I d'Estampes. Hij was getrouwd met Jeanne Bernard, een rijke erfgename van Anjou. Hij was het die ervoor zorgde dat het kasteel uit de twaalfde eeuw met de grond gelijkgemaakt werd en verbouwd werd tot een moderne accommodatie door de architect Jean de l’Espine. Bij zijn dood waren enkel de noordgevel, de ingang van het paviljoen en de hoektorens klaar.
De woning had een mooie hal en een marmeren trap leidde naar een grote zaal ingericht met meesterwerken uit de renaissance, in het bijzonder een "schitterend tapijt met een landschap op de achtergrond" aangeboden aan Hendrik Dominique d'Etampes, en een Italiaanse maagd geschonken door paus Innocentius X aan Hendrik d’Étampes, neef van kardinaal Achille d'Étampes de Valençay, en ambassadeur van Frankrijk in Rome.

### Een nachtelijke bezoekster
In 1653, verblijft Mademoiselle de Montpensier, bekend als "La Grande Mademoiselle," er en praat erover in haar memoires:
 "Ik kwam er binnen met fakkels: ik dacht binnen te gaan in een betoverende woning. Het hoofdgebouw is het mooiste en meest magnifieke van de wereld (…) De trappenhal, waar je via een magnifieke galerij met booggewelven naartoe moet, was er zeer mooi (…) Het appartement was even prachtig als de trappenhal door de decoraties en meubels." 
In de loop van de volgende eeuwen werd het grote domein beetje bij beetje verdeeld door de erfenissen. Philiberte Amelot, de weduwe van Henri-Hubert d’Estampes, die in 1682 in Nijmegen overleed, verkocht het domein in het begin van de 18e eeuw voor de helft aan de beursspeculant John Law. Deze verkoop werd echter tegenhouden door een vonnis van de ‘Raad van de Koning’.

### De grote renovaties van de belastinginner
In juli 1747 werd het kasteel van Valençay verkocht aan Jacques-Louis Chaumont de la Milière. Twintig jaar later wordt het verkocht aan Charles Legendre de Villemorien, belastinginner, die er grote renovaties laat uitvoeren: herstellingen, de bouw van de ‘Nieuwe Toren’ aan de zuidkant, de afbraak van de gemeenschappelijke vertrekken door de binnenplaats aan de oostkant te sluiten en het weghalen van de draaiende ramen en de gebroken dakvlakken.
Hij herbergt er een wolspinnerij en verschillende smederijen en laat de bruggen over de Nahon en de weg naar Selles-sur-Cher herstellen.
De smederijen bevonden zich in Luçay-le-Mâle, “behorend tot het adeldom van Valençay (…) het kasteel van Luçay leek in dezelfde periode gebouwd te zijn als dat van Valençay: zeer mooi gelegen, dominant over de smederij, de vijver die haar voedt, de vlek Luçay en de pittoreske ravijnen.” 
Tijdens de Terreur (Franse Revolutie) ontsnapt zijn zoon, de graaf van Luçay, nipt aan de guillotine door zich drie dagen en nachten te verstoppen in het bos van Garsenland. Eens aangehouden werd hij vrijgesproken dankzij zijn echtgenote in de hoedanigheid van “ondernemer van nuttige werken voor de Republiek”.

### Het "landhuis" van Talleyrand
In 1803 zit de graaf van Luçay, tevens prefect van het ‘Palais Consulaire’, in geldnood. Hij verkoopt het enorme domein van 12 000 hectare, dat onderverdeeld is in 23 gemeenten, voor een som van 1,6 miljoen frank aan Charles-Maurice de Talleyrand-Périgord, ex-bisschop van Autun, minister van Buitenlandse Zaken van het Consulaat en gehoorzaamt zo aan Bonaparte, die bijdroeg tot de aankoop en het volgende bevel gaf:

Ik wil dat u er een mooi landgoed hebt, dat u er glansrijk de diplomaten en markante buitenlanders ontvangt …

Nadat hij er was geweest met zijn vrouw Catherine Worlée, vraagt Talleyrand aan Jean-Augustin Renard zijn nieuwe eigendom te restaureren en te verfraaien. Bijgevolg werd het jachthuis opnieuw ingericht en werd het park omgetoverd tot een Engelse tuin. Het kasteel werd opnieuw bemeubeld in een antieke stijl die toen in de mode was.
In de werkkamer staan vandaag de dag nog altijd antieke meubels en objecten die Talleyrand toebehoorden, waaronder ook een aparte zetel met zijzakken.
Het meubilair uit Talleyrands slaapkamer is afkomstig van zijn hotel in Parijs in de rue Saint-Florentin. Het bed in de directoirestijl dat Talleyrand cadeau kreeg van Mme De Stael leende zijn naam aan een andere kamer.
De laatste hertog van Talleyrand-Valençay liet in 1902 de zuilengang aan het voorplein door openslaande deuren sluiten. In die zuilengang bevinden zich portretten van verschillende voorouders van Talleyrand die in 1810 werden geschilderd door Joseph Chabord (1786-1848). Hij was leerling van Regault, die twee portretten van Napoleon als ruiter schilderde.
De beroemde kok Marie-Antoine Carême, “Hoofd van de keuken” van Talleyrand logeerde zowat elk jaar in het kasteel.

### Een vergulde kooi voor gevallen prinsen

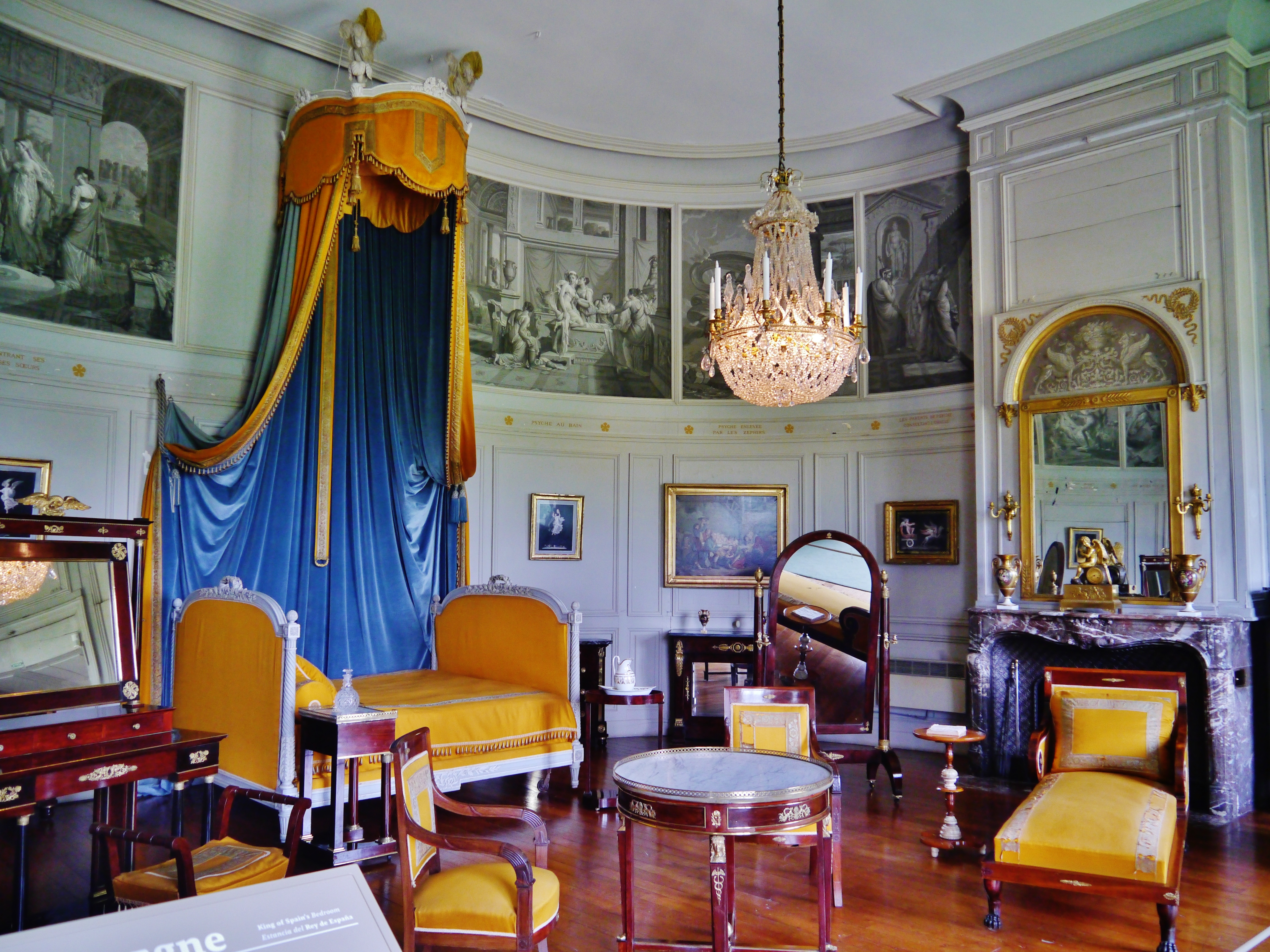
De kamer van de koning van Spanje

Vanaf 1808 tot december 1813 verbleven Ferdinand VII van Spanje, zijn broer don Carlos, zijn oom Antonio en een talrijk gevolg in Valençay; het Verdrag van Valençay werd er ondertekend in de nacht van 10 op 11 december 1813, hetgeen hen de Spaanse kroon terugbezorgde waarop de drie prinsen terugkeerden naar hun land op 12 maart 1814.
Hun herinnering wordt opgeroepen door "de kamer van de koning van Spanje", een overdekte wandelgang in de buurt van het kasteel, een doopakte daterend uit 23 juni 1810 die hun handtekeningen draagt en werd bewaard in de parochiale archieven, tot op onnauwkeurige datum van de negentiende eeuw en een Sint-Ferdinand van de Spaanse school, die geplaatst was in een lijst met het wapenschild van Castilië en León. Deze werd door werd door de koning aan de priester geschonken bij zijn vertrek. Het schilderij ging echter in vlammen op door een brandende kaars die te dicht stond. Het schilderij werd uiteindelijk vervangen door een kopie van de schilder Jobbé-Duval.

### De weldoener van Valençay

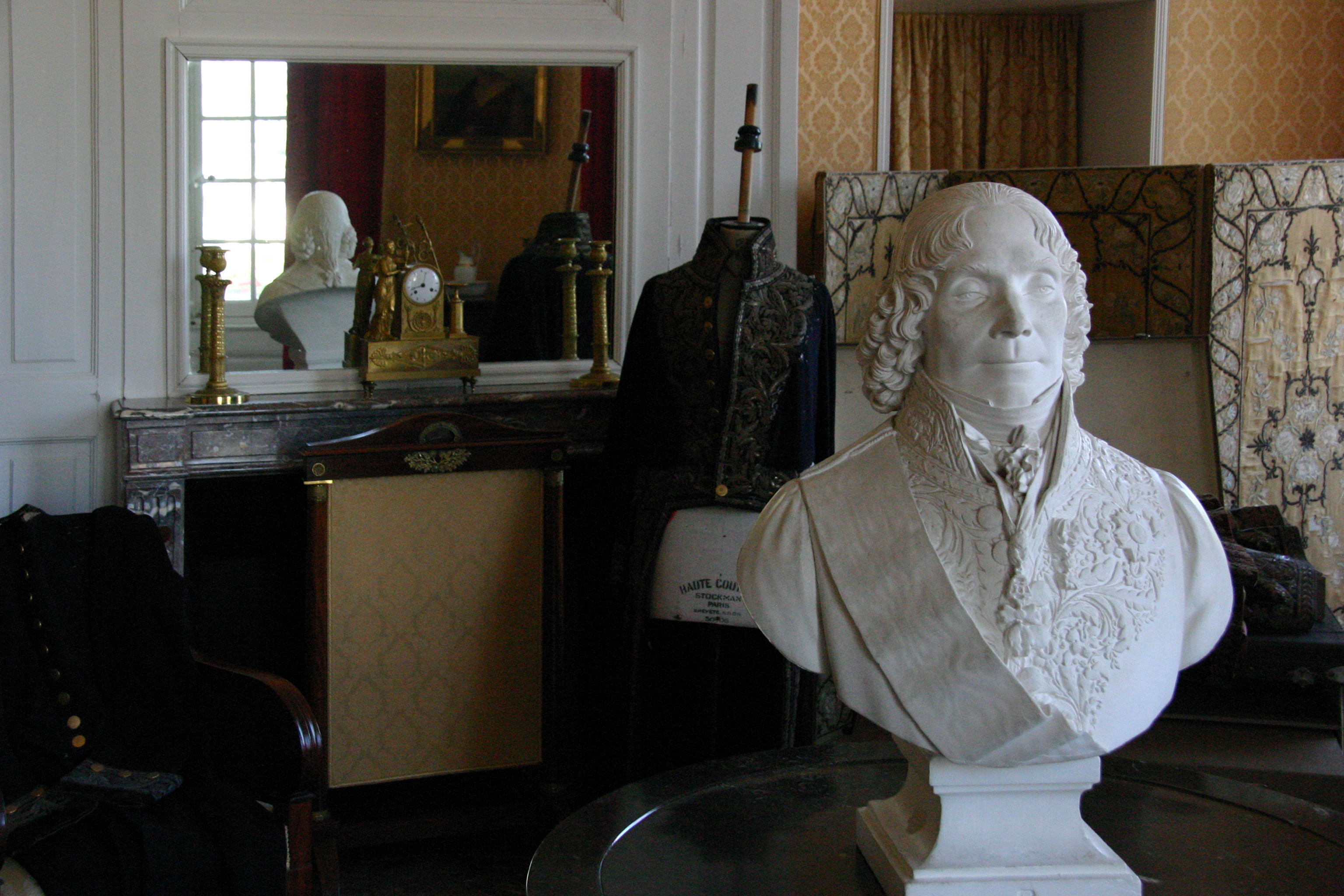
Buste van Talleyrand

Talleyrand, die in 1816 terugkeerde om er te wonen, was gemeenteraadslid en vervolgens burgemeester van Valençay. Hij zorgde voor de heropbouw van de spinnerij, die leverde aan de fabrieken van Châteauroux, Issoudun en aan de familie Sellière uit Parijs. Talleyrand won in 1819 een medaille op de expositie van Parijs. Tevens was hij ook verantwoordelijk voor de oprichting van de torenspits op de kerk in 1836, de creatie van een nieuwe begraafplaats en de aanbreng van grond voor de bouw van het stadhuis.
In 1818 verdeelde Talleyrand een landgoed, een deel daarvan gaf hij aan de gemeente, een ander aan de stichting van een school voor arme kinderen geleid door Jeanne-Élisabeth Bichier des Âges. Talleyrand kende haar werk goed dankzij zijn oom die tevens kardinaal-aartsbisschop was van Parijs. Talleyrand besloot daarna een huis te bouwen afgerond met een kapel in 1820. De kapel werd versierd met paneelwerk, meubilair gemaakt uit eik, glasramen, het schilderij Vlucht uit Egypte van Le Sueur en een miskelk van verguld zilver die ingelegd was met glazuursteen. Het schilderij werd vernietigd door de brand op 18 augustus 1944. De kelk was een gift van paus Pius VI aan prins Poniatowski die ook aartsbisschop van Krakau was. De kelk werd geschonken in 1834 door een van zijn nichten die in Valençay woonde en er ook begraven werd. In 1905 werd de kelk teruggegeven aan de hertog van Valençay. De kelk kwam dan uiteindelijk terecht in het Louvre.
Via een laatste verandering aan zijn testament uit 9 maart 1837, verzekerde Talleyrand, die een jaar later stierf, het permanente karakter van het gebouw en uitte de wens er te worden begraven en daarom werd een grote crypte onder het koor van de kapel van de katholieke school gegraven.

### De erfenis van "de manke duivel"
Talleyrand had voor zover bekend geen wettige zoon, in 1829 schiep Karel X de titel van Hertog van Valençay voor zijn neef Lodewijk Napoleon (1811-1898), 3e hertog van Talleyrand, de zoon van de Hertogin van Dino, echtgenoot van Anne Louise Alice de Montmorency; Hij werd begraven in zijn vorstendom Sagan, naast zijn moeder. Tijdens de restauratie van de kerk in 1831 offerden zijn moeder Dorothée van Courlande en Sémigalle, die tevens de echtgenote van de hertog van Dino en Talleyrand is, een grote glazen wand die de familiale wapens bevat en verder ook de verbondenheid van Talleyrand-Périgord uit, vergezeld van leuzen. De leuzen luiden als volgt: ‘Re que Diou’ (Niets boven God) en ‘Spero Lucem’ (Het licht in de duisternis). Deze staan gebrand in de gevels van enkele hugenotenhuizen in Poitou-Charentes.
De hertog van Valençay ontving op 4 september 1838 om 22 uur 3 lijkkisten, die verzonden waren vanuit Parijs, twee dagen te vroeg. Louis-Philippe had de hertog de toestemming gegeven om de lijkkisten te begraven in de grafkelder. In de lijkkisten lagen de lijken van de hertogs oom, zijn dochter, Marie-Pauline-Yolande de Périgord (1833-1836) en zijn jongste broer Archambault-Joseph (1762-1836), die luitenant-generaal was van het koningsleger en die een maand vroeger stierf dan de hertog van Valençays oom. De lijkkisten werden vervolgens naar het groot dorp gebracht onder begeleiding van jachtopzichters, houwers en gemeentewerkers die allen een fakkel droegen. Uiteindelijk werden de lijkkisten de kerk binnengebracht en pas de volgende dag begraven.
In oktober 1840 werd Charlotte-Dorothée de Talleyrand-Périgord begraven. Ze stierf in enkele weken tijd. In 1905 stierf de hertogin van Talleyrand en Sagan die geboren werd met de naam Anne-Alexandrine-Jeanne-Margueriitte Sellière.
In 1910 werd ook haar echtgenoot Charles-Guillaume-Frédéric-Marie-Boson begraven. Hij was prins van Sagan in 1845 en in 1898 werd hij de vierde hertog van Sagan-Talleyrand. Bovendien was hij ook officier van een stel paarden en op het einde van de 19e eeuw was hij een berucht figuur omwille van zijn overdreven ijdelheid.
Volgens zijn neef van Boniface de Castellane stond hij bekend om zijn « Hij leek zowel op een Frans edelman als op een theateracteur »
In 1883 schonken Napoléon-Louis de Talleyrand-Périgord, hertog van Sagan en Valençay en zijn echtgenote, Rachel Elisabeth Pauline van Castellane een glasraam aan de kerk.
Hun kleinzoon, Paul-Louis-Marie-Archambaut-Boson (1867-1952), vooral bekend als Boson de Talleyrand-Périgord, was ook prins van Zagan, prinsdom in het huidige Polen. Voor de Tweede Wereldoorlog hoorde Zagan tot het Pruisische Silezië. Hij is samen met zijn derde vrouw, Marie-Antoinette Morel, in dezelfde crypte waar ook Talleyrand ligt begraven.
Volgens Waresquiel liet een glas op de grafkist het gemummificeerde gezicht van Talleyrand zien tot 1930. Terwijl in 1953 de ingang van de tot begraafplaats omgebouwde kapel nog vrij was, bleef dit gebouw, die in bezit gebleven was van Jean Morel, zoon en erfgenaam van Marie-Antoinette Morel, derde vrouw van Boson de Talleyrand-Périgord, gesloten gedurende een lange tijd. Jean Morel had namelijk een overeenkomst ondertekend met de lagere overheden. Na werken tot in 2009 werd de crypte heropend. Op 22 mei werd tijdens een ceremonie de sarcofaag van Talleyrand die 172 jaar geleden in een grafnis geplaatst werd, boven in de Notre-Damekapel geplaatst. Afstammelingen van Talleyrand woonden de plechtigheid bij.

### Opslagplaats voor nationaal erfgoed
Tijdens de Tweede Wereldoorlog herbergde het kasteel een deel van de werken van het Louvre, waaronder antieke beeldhouwwerken, tekeningen en kroonjuwelen. Op 16 augustus 1944 kon het net aan de vernietiging ontsnappen.
Die dag belegerde de SS-divisie Das Reich de stad uit wraak voor de moord op twee Duitse soldaten door verzetsmannen aan de rand van het bos dat het kasteel omringde.
Talleyrand, die een beroep deed op zijn Duitse titel van hertog van Sagan (hij was echter ook prins van Zagan, maar deze titel was Frans ( keizerlijk besluit van 3 maart 1859)) en vooral Gérald Van der Kemp ( toekomstig hoofdconservator van Versailles) onderhandelden lang met de Duitsers zodat die het kasteel en zijn onvervangbare kunstwerken zouden sparen. Zo vertelde Van der Kemp deze gebeurtenis:

De Duitsers besloten meneer de Conservator onmiddellijk te executeren ( en) ik stond met mijn rug tegen de muur, het gezicht naar het vuurpeloton gericht. Intussen had iemand het kasteel in brand gestoken. Ik was de enige die wist waar de waterleidingen lagen. (…) Ik probeerde hen enkele woorden te zeggen (…) Verloren moeite. Toen ben ik uitzinnig beginnen te schreeuwen: “ Als Valençay afbrandt, krijgen jullie binnen de 24u de kogel!”. Waarop iemand maarschalk Goering kwam verwittigen dat alle kunstschatten in vlammen opgingen. De officier en zijn tolk werden lijkbleek. Ik werd vrijgelaten op het veld. Samen met heel wat inwoners van Valençay raakte ik de brand de baas. Soldaten hadden granaten geplaatst onder de meubels van de salons waar ik het Guimet museum had laten onderbrengen. De redding zou 48 uur duren. In januari 1945 verliet ik Valençay – na een kille groet aan de hertog – en ik vestigde me in het kasteel van Montal waar alle kisten uit het Louvre in bewaring lagen.

In de stad zelf werden een 40-tal appartementen in brand gestoken en werden acht mensen vermoord. De kapel van de vrije school werd verwoest en herbouwd vanaf 30 december 1957.
Zonder directe afstammelingen liet de laatste hertog van Valençay, Boson V (Famille van Talleyrand-Perigord) zijn goederen over aan zijn stiefzoon (de zoon van zijn derde vrouw), Jean Morel. Hij verkocht het kasteel in 1979 aan een vereniging die onder andere het departement van de Indre en de gemeente Valençay groepeert.
Sinds verschillende jaren, huisvest de serre van het kasteel (1785) niet meer in het "Museum Talleyrand," De objecten en meubels werden opnieuw geïnstalleerd in het kasteel.
Veel boeken uit de bibliotheek, gekocht door de graaf Moise de Camondo (1860-1935), worden bewaard in het Museum ‘Nissim de Camondo’ in Parijs.
Het museum van automobiliteit heeft ook zijn oorsprong verlaten. De oude rijschool, die vandaag verdwenen is, was de loods waarin Boson van Talleyrand- Valençay zijn persoonlijk vliegtuig parkeerde. Deze zijn overgebracht naar de Avenue de la Resistance in een voormalige supermarkt gelegen nabij het station. Deze was gebouwd in tufsteen in de vroege twintigste eeuw en bevindt zich een terrein dat geschonken werd door Talleyrand. ( Geklasseerd monument)

### Prinselijke herinneringen per opbod
In het geheel van de snuisterijen met herkomst van het Kasteel van Valençay uit de nalatenschap van de hertog van Talleyrand-Valençay, verkocht per openbaar opbod in Issoudun (36) op 14 maart 2009, bevond zich een koffertje, geschonken door de prins van Talleyrand aan de markiezin van Jaucourt alsook bestekken met een embleem van het kasteel of met het nummer van de Sagan.
Een bronzen klok met als opschrift 'de paardenwagen van Venus' die toegeschreven wordt aan Andre-Antoine Ravrio, Een ander voorbeeld is de voormalige collectie van Murat in het Élysée en het Château de Malmaison. De klok zou gewonnen zijn rond 1860 tijdens een spelletje écarté ten nadele van de hertog van Talleyrand en is verkocht in Parijs op 15 december 2010. (“La Gazette de l’Hôtel Drouot” nr. 42 p. 137).

## Architectuur
Dit is een van de mooiste plaatsen op aarde en geen enkele koning bezit een meer schilderachtig park
— George Sand

Het algemeen plan is een renaissancestructuur met in het noorden een binnenplaats en een bijna cirkelvormige voortuin die naar het kasteel leidt. In de monumentale ingang is er een conciërgehuis.
Van de twee hoofdgebouwen en de huisjes aan de zuidkant, blijft enkel de structuur over.
De uitwendige bouwkunst toont de drie klassieke bouwstijlen die elkaar overlappen op de pilasters. Er is de Dorische orde op de gelijkvloerse verdieping, de Ionische orde op de eerste verdieping en de Korinthische orde op de tweede verdieping. Een bijna tachtig meter lange gang op de eerste verdieping geeft uit op de appartementen.
De bijgebouwen, die dateren van het einde van de 18e eeuw, zijn in neoclassicistische stijl en bestaan uit de boerderij, de gebouwen in het hoenderhof waaronder de ijzersmelterij. De stallen die in een cirkel zijn gebouwd, werden tussen 1809 en 1811 uitgebreid met een voetbadje en een drinkplaats, die men ‘de Apollofontein’ noemt. De parforcejacht dateert van het einde van de negentiende eeuw.
Een op authentieke manier versierd Italiaans theater, dat over tweehonderd zitplaatsen beschikt, werd omstreeks 1808-1811 ingericht in de bijgebouwen om de Spaanse prinsen te vermaken.
De kamers zijn luxueus gemeubileerd, hoofdzakelijk in empirestijl; de woning heeft een honderdtal vertrekken waaronder vijfentwintig appartementen van de kasteelheer.
Een van de vele interessante aspecten van dit monument is dat het meubilair staat in plaatsen die voor het publiek toegankelijk zijn, zelfs nadat in het begin van de twintigste eeuw een deel van het meubilair uit het kasteel werd verwijderd.
Tot op het einde van de 20e eeuw hingen in het gebouw schilderijen van grote meesters en bevond er zich ook een belangrijke bibliotheek. Een elf pagina’s lange brief die dateert van 23 augustus 1828 gericht aan Talleyrand met de inventaris van de boeken die naar Valençay werden gestuurd en de ‘Catalogus van de naar Valençay gestuurde boeken in 1819’, een manuscript van acht pagina’s, werden op 3 maart 2010 in Parijs geveild.

### Park en tuinen
Het park waarin zich een ijskelder bevindt, is 40 hectare groot. De Franse tuin dateert van het begin van de 20e eeuw en maakt deel uit van het gedeelte dat werd omgevormd tot dierentuin.